# قابوس بن وشمگیر
قابوس بن وُشْمْگیر ملقب به شمس‌المعالی چهارمین پادشاه زیاریان بود که بعد از برادرش بیستون در سال ۳۶۷ هجری، در گرگان به تخت نشست. او آن هنگام در شهریارکوه طبرستان بود. از بیستون فرزند خردسالی مانده بود که دباج بن بانی گیل پدربزرگ مادری این طفل تلاش می‌کرد تا او را به حکومت برساند، اما تعداد زیادی از فرماندهان و لشکریان زیاری، قابوس را به پادشاهی برگزیدند. قابوس دو دوره حکومت کرد. دورهٔ نخست به آرامی گذشت، اما بعد از مرگ رکن‌الدوله، فرمانروای آل‌بویه، سرزمین‌های تحت حکومت او میان سه پسرش عضدالدوله، مؤیدالدوله و فخرالدوله تقسیم شد. عضدالدوله و مویدالدوله با فخرالدوله اختلاف پیدا کردند و بین آن‌ها جنگ درگرفت. فخرالدوله به قابوس پناه برد. قابوس از تسلیم فخرالدوله به برادرانش امتناع کرد و میان آن‌ها جنگی درگرفت که قابوس و فخرالدوله شکست خوردند و او به خراسان پناه برد.
قابوس قریب ۱۸ سال از حکومت محروم بود و در پناه دربار دیگر شاهان می‌زیست؛ اما با مرگ عضدالدوله و تضعیف آل‌بویه، وی با کمک یاران طبری و دیلمی خود، به گرگان حمله کرد و توانست آن را از آل‌بویه پس بگیرد و دوباره بر تخت بنشیند. قابوس تا سال ۴۰۳ هجری حکومت کرد و بر دامنهٔ متصرفات خود از سوی مغرب افزود و گرگان، چالوس و رویان را ضمیمهٔ قلمرو خود کرد و برخی قلاع قومس را فتح نمود.
وی مردی ادیب و شاعر و خوشنویس بود و اشعاری را به فارسی و عربی می‌سرود و دربارش به مرکزی برای حمایت از دانشمندان بدل شده‌بود، اما از سویی در اواخر عمرش سنگدل و خشن شده بود و قتل پرده‌دار مخصوص خود، نعیم، که مرد درستکاری بود، موجب شورش لشکریان و عزل وی از حکومت شد. بعد از قابوس، فرزندش منوچهر به حکومت رسید و کسانی را که برای قتل پدرش توطئه کرده‌بودند، را اسیر کرد و آن‌ها را کشت. آرامگاه وی در برج گنبد قابوس است، که در زمان حیات، به دستور خودش ساخته شده بود.

## منبع‌شناسی
منابع شناخت زیاریان را در چند دسته کلی می‌توان قرار داد:

## دوره فترت در حکومت قابوس

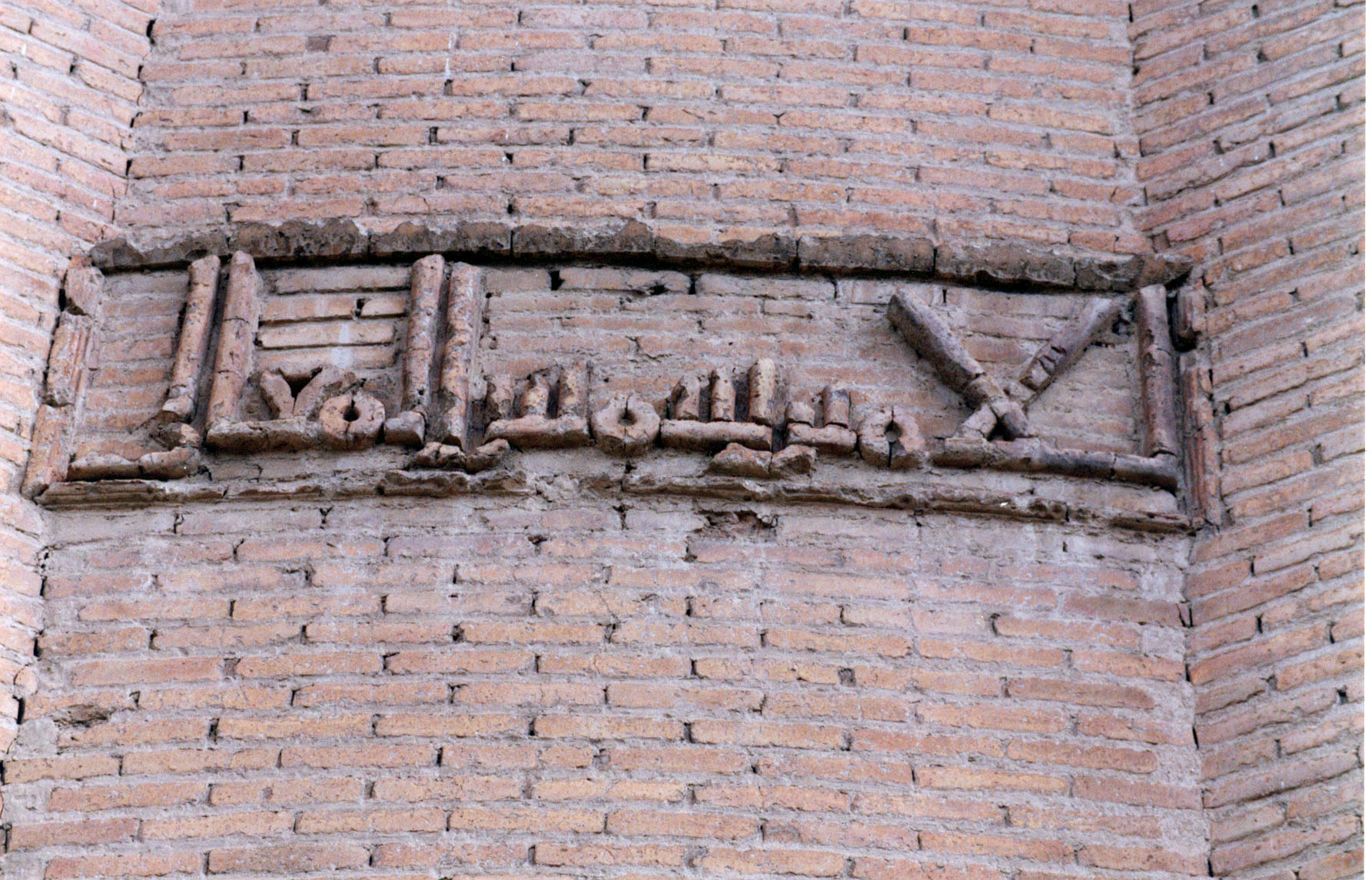
یکی از کتیبه‌های مقبرهٔ قابوس که بر آن لقبش، «الامیر شمس المعالی»، با خط کوفی حکاکی شده‌است.

## دورهٔ دوم حکومت قابوس

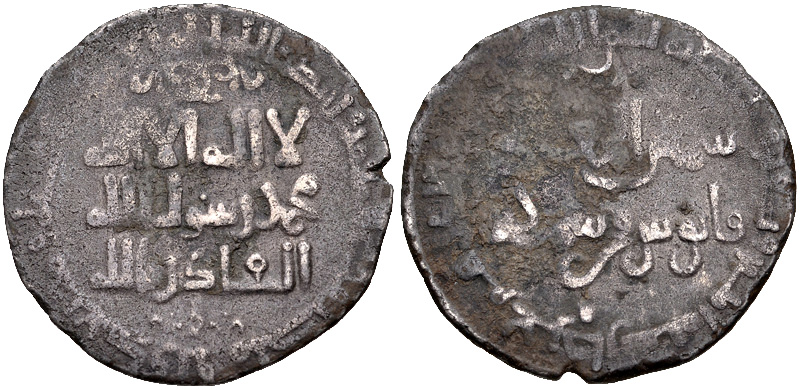
سکه‌ای از دوران امارت قابوس؛ ضرب‌شده در جرجان.

### صلح قابوس و مجدالدوله

طبق صلح‌نامه‌ای که میان قابوس و مجدالدوله منعقد گشت، دیلم، طبرستان، و گرگان به قلمرو زیاریان رسید و قابوس بعدها پیشروی‌هایی در قومس را بر آن افزود.

## شورش علیه قابوس و مرگ او

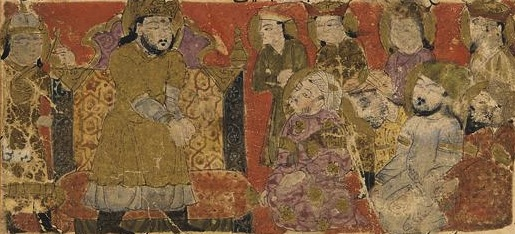
مینیاتوری از منوچهر زیاری در کتاب تاریخ بلعمی اثر ابوعلی بلعمی.